# Zell am Harmersbach
Zell am Harmersbach è una città tedesca di 8 227 abitanti, situata nel land del Baden-Württemberg.